# Endochoria

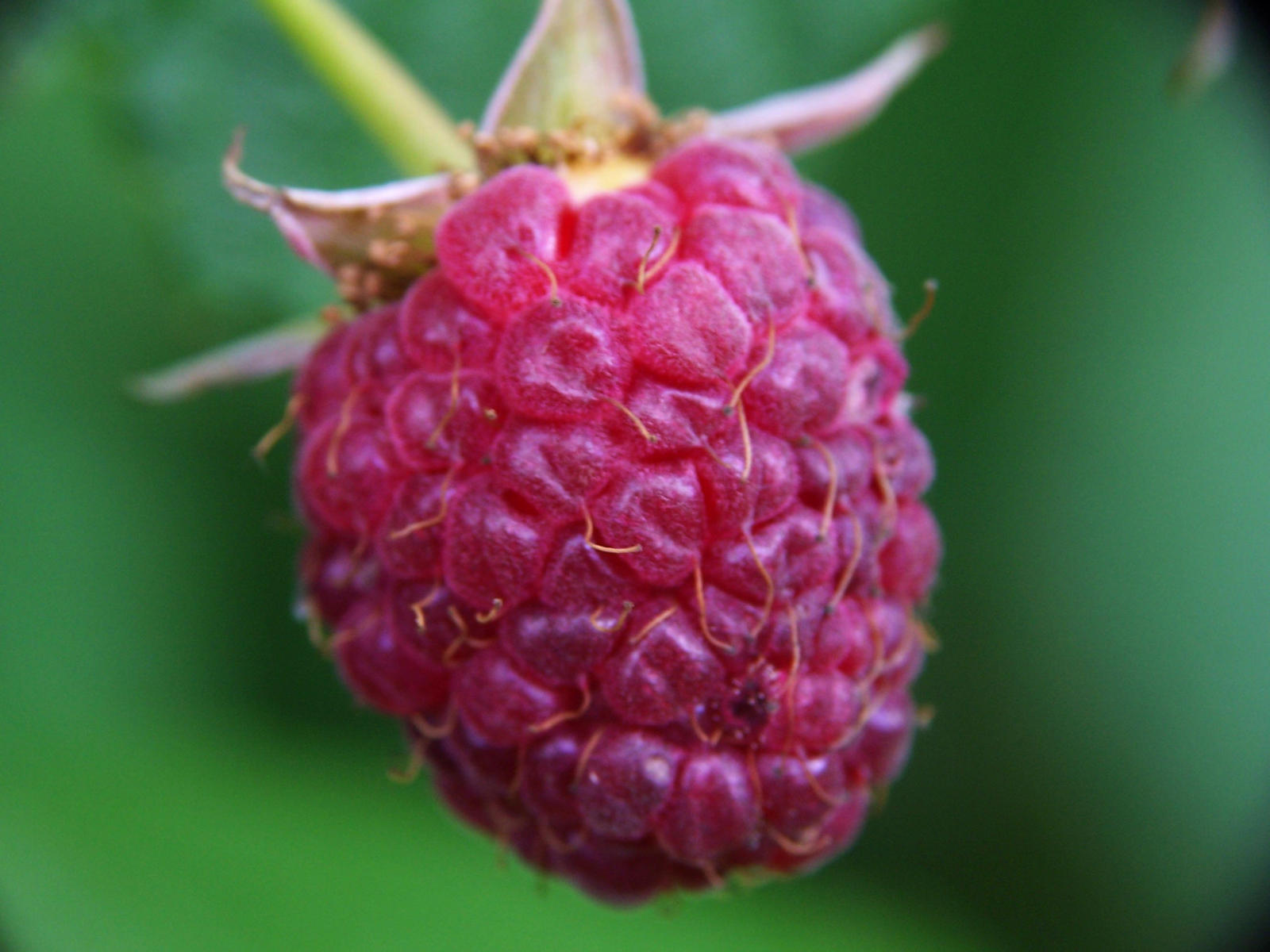
Rozsiewające się przez endochorię owoce malin oferują zwierzętom słodkie owoce

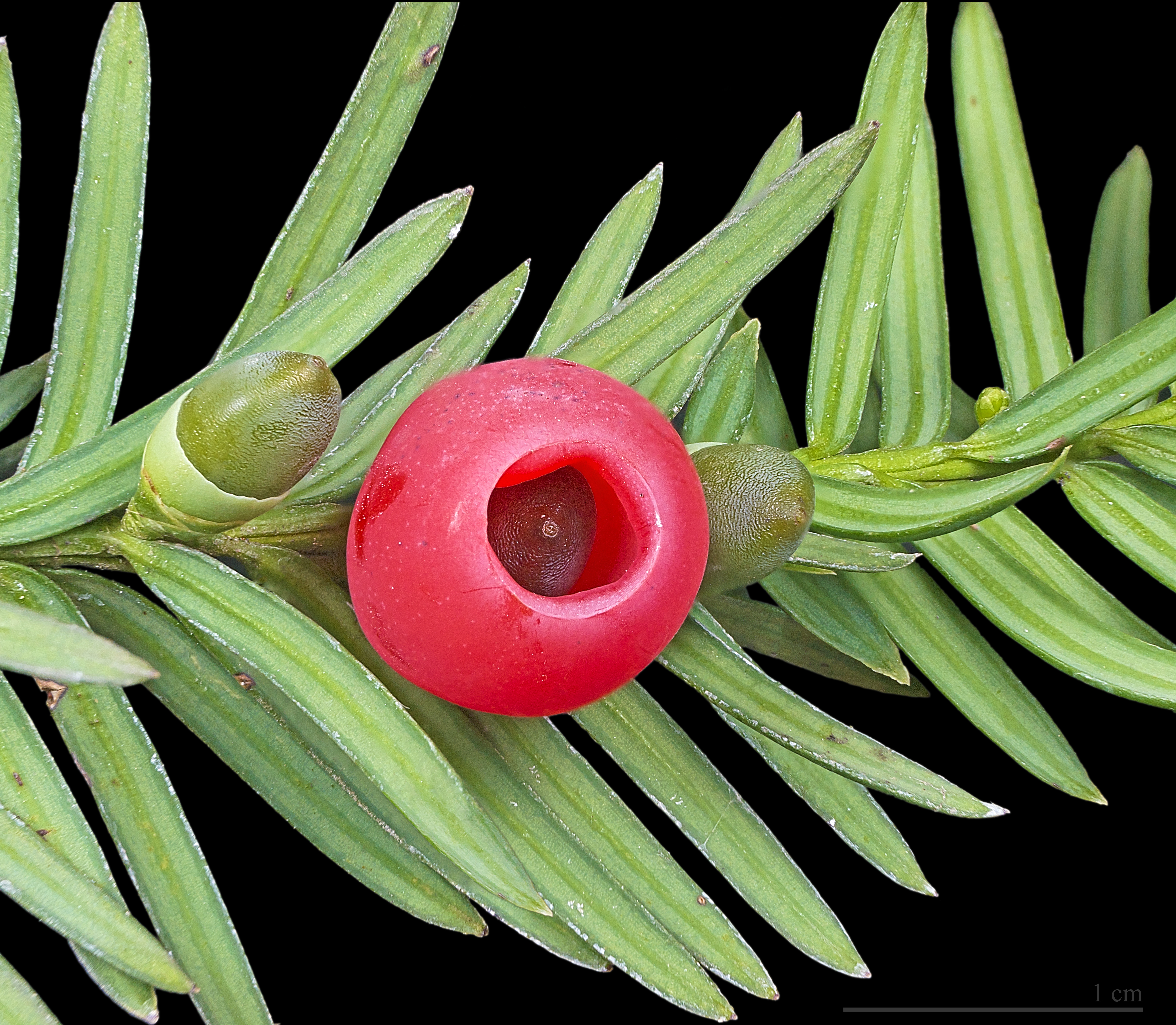
Rozsiewające się przez endochorię cisy zwabiają zwierzęta jaskrawą osnówką

Endochoria, endozoochoria – sposób rozsiewania się roślin poprzez przenoszenie ich diaspor wewnątrz organizmu  zwierząt (w tym ludzi). Endochoria jest jedną z odmian obcosiewności. Diaspory są zjadane głównie ze względu na wartość odżywczą, atrakcyjny smak i zapach. Tkanki miękiszu, zwykle owocu są trawione, zaś nasiona przechodzą nieuszkodzone przez przewód pokarmowy i są wydalane wraz z kałem. W przypadku niektórych gatunków diaspory nie są atrakcyjnym pożywieniem a dostają się do przewodu pokarmowego przypadkiem wraz z masą pokarmu. Nasiona roślin rozprzestrzeniających się przez endochorię są odporne na działanie soków trawiennych. Działanie enzymów może powodować pęcznienie łupiny lub okrywy co ułatwia a nawet jest warunkiem koniecznym kiełkowania. Przez kilka godzin, gdy pokarm jest przemieszczany w przewodzie pokarmowym zwierzęta przebywają znaczne odległości, szczególnie ptaki wędrujące. Z endochorii jako metody rozprzestrzeniania korzystają rośliny wielu zbiorowisk. Poza roślinami w przewodzie pokarmowym rozprzestrzeniają się zarodniki grzybów.
Zwykle do rozprzestrzeniania diaspor dochodzi latem. Jednak część roślin przystosowała się do rozsiewania zimą. Diaspory tych gatunków pozostają na roślinie nie opadając. Miąższ takich roślin może stawać się zimą mączysty, nie musi też zawierać dużo węglowodanów. Zimą rozprzestrzeniane są diaspory jarzębiny, konwalijki, jemioły, głogu, róży, tarniny, derenia, ligustru, psianki słodkogórz, kaliny i innych.
W rozprzestrzenianiu zjadanych diaspor uczestniczą zwierzęta z różnych grup taksonomicznych. Ryby biorą udział w rozsiewaniu roślin wodnych. Krokodyle i żółwie biorą udział w rozprzestrzenianiu roślin z rodzaju Durio i Guayanita. Ślimaki przemieszczają nasiona poziomki, maliny, borówki czernicy. Ważna dla wielu roślin jest endochoria z udziałem ptaków i ssaków. Możliwa jest też endochoria złożona, gdy zwierzę żywiące się diasporami zostaje zjedzone przez drapieżnika a wraz z nim nasiona, które ostatecznie wydostają się z jego przewodu pokarmowego.